# Куртон ла Мердрак
Куртон ла Мердрак (фр. Courtonne-la-Meurdrac) насеље је и општина у северној Француској у региону Доња Нормандија, у департману Калвадос која припада префектури Лисје.
По подацима из 2011. године у општини је живело 692 становника, а густина насељености је износила 54,53 становника/km². Општина се простире на површини од 12,69 km². Налази се на средњој надморској висини од 87 метара (максималној 174 m, а минималној 64 m).

## Демографија
| 1962. | 1968. | 1975. | 1982. | 1990. | 1999. | 2011. |
| ----- | ----- | ----- | ----- | ----- | ----- | ----- |
| 535   | 538   | 445   | 569   | 609   | 654   | 692   |

График промене броја становника у току последњих година